# Berico

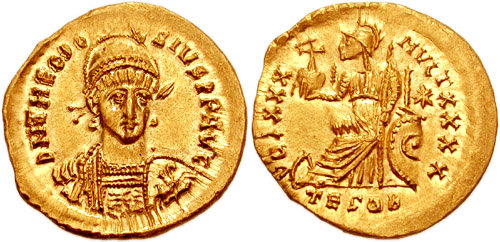
Soldo de Teodósio II r.

Berico (em latim: Berichus; em grego: Βερίχ; romaniz.: Berích) foi um nobre e oficial huno do século V, ativo durante o reinado do imperador Átila, o Huno (r. 434–453). Sabe-se que foi um dos principais seguidores de Átila e que teria recebido o comando sobre algumas vilas do Império Huno na Cítia.
Em data desconhecida abandonou seus domínios para servir como um dos administradores da corte. Em 449, quando Maximino e Prisco de Pânio para lá se dirigiram em uma missão diplomática enviada pelo imperador bizantino Teodósio II (r. 408–450). Ele os acompanhou de volta para Constantinopla como emissário de Átila.